# Miory
Miory (en biélorusse : Мёры ; en russe : Миоры ; en polonais : Miory) est une ville de la voblast de Vitebsk, en Biélorussie, et le centre administratif du raïon de Miory. Sa population s'élevait à 8 001 habitants en 2017.

## Géographie
Miory se trouve à 37 km à l'est de Braslaw, à 168 km au nord-ouest de Vitebsk et à 190 km au nord de Minsk.

## Histoire

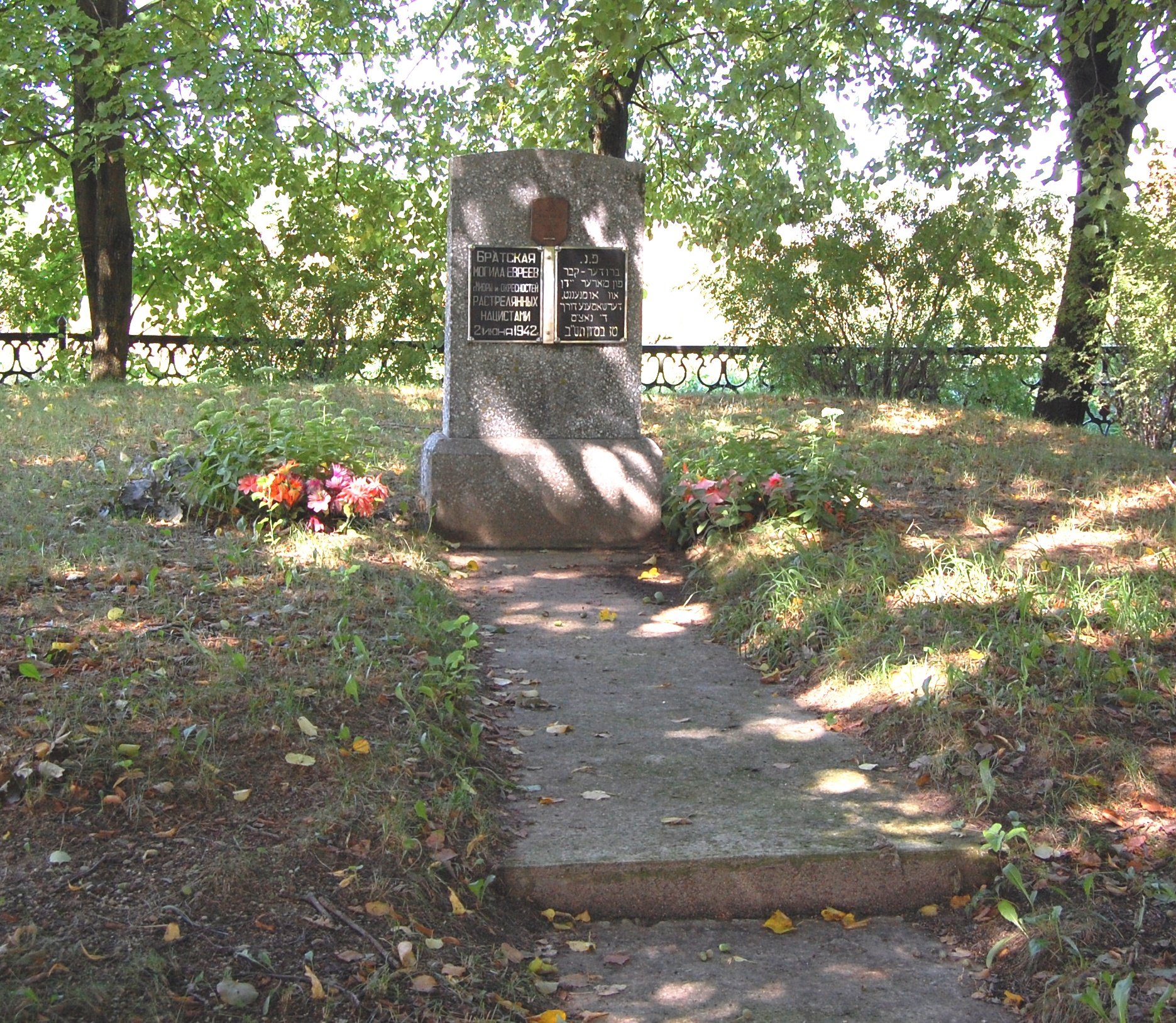
Stèle commémorative en hommage aux victimes du ghetto de Miory.

La première mention écrite de Miory remonte, selon les sources, à l'année 1514 ou à l'année 1548. La localité fut ravagée par les troupes moscovites durant la guerre russo-polonaise (1654-1667). Une première église catholique y fut construite en bois en 1691. Miory passa sous la souveraineté de l'Empire russe à la suite de la deuxième partition de la Pologne, en 1793, et elle reçut le statut de ville. Elle fit partie du gouvernement de Minsk puis, à partir de 1842, du gouvernement de Vilna. En 1863-1864, ses habitants participèrent activement à l'insurrection polonaise. Une école publique fut ouverte par les autorités tsariste en 1866. Au recensement de 1897, Miory n'était qu'un village de 145 habitants. L'église de l'Assomption de la Bienheureuse Vierge Marie fut édifiée en 1905-1907, à l'initiative du père Josef Borodzicz. À la suite du traité de Riga, la localité devint polonaise et fit partie de la voïvodie de Vilnius. Elle fut desservie par le chemin de fer à partir de 1930. Après la signature du pacte germano-soviétique, Miory fut occupée par l'Armée rouge et annexée comme toute la Pologne orientale par l'Union soviétique. Rattachée à la république socialiste soviétique de Biélorussie, Miory devint le 15 janvier 1940 le centre administratif d'un raïon de la voblast de Polatsk. Pendant la Seconde Guerre mondiale, Miory fut occupée par l'Allemagne nazie du 3 juillet 1941 au 4 juillet 1944. Durant cette période, les 600 Juifs que comptait Miory (sur 800 habitants) furent tous chassés dans le ghetto de la ville et tués. Le village de Miory accéda au statut de commune urbaine le 7 août 1957 et connut un développement rapide dans les années 1960. Le 7 août 1972, Miory reçut le statut de ville.

## Population
Recensements (*) ou estimations de la population  :
| 1886 | 1897* | 1903 | 1927 | 1959* | 1970* | 1979* |
| ---- | ----- | ---- | ---- | ----- | ----- | ----- |
| 110  | 145   | 135  | 422  | 1 900 | 5 715 | 7 122 |

| 1989* | 1999* | 2009* | 2014  | 2015  | 2016  | 2017  |
| ----- | ----- | ----- | ----- | ----- | ----- | ----- |
| 8 590 | 9 100 | 8 188 | 8 131 | 8 156 | 8 052 | 8 001 |

## Patrimoine
- Église catholique de l'Assomption de la Bienheureuse Vierge Marie[3] (1907)
- Église orthodoxe de la Déposition-de-la-robe-de-la-Vierge des Blachernes[4] (1990)

### Église catholique de l'Assomption de la Bienheureuse Vierge Marie
Une première église catholique aurait existé à Miory dès le xvie siècle. Elle est rattachée au monastère des Augustins à sa construction en 1728. Après l'insurrection de novembre 1830, les autorités russes détruisent le monastère pour le remplacer par une église orthodoxe, mais ce projet ne voit pas le jour.
En 1907, la construction de la nouvelle église catholique est terminée. De style néo-gothique, elle est érigée en briques selon les plans de l'architecte de Vilnius Anton Filipowicz-Dubownik (ru). L'église doit fermer ses portes en 1951, où elle deviendra un dépôt à blé, mais est rouverte dès 1956. Elle est de nouveau consacrée en 1957.

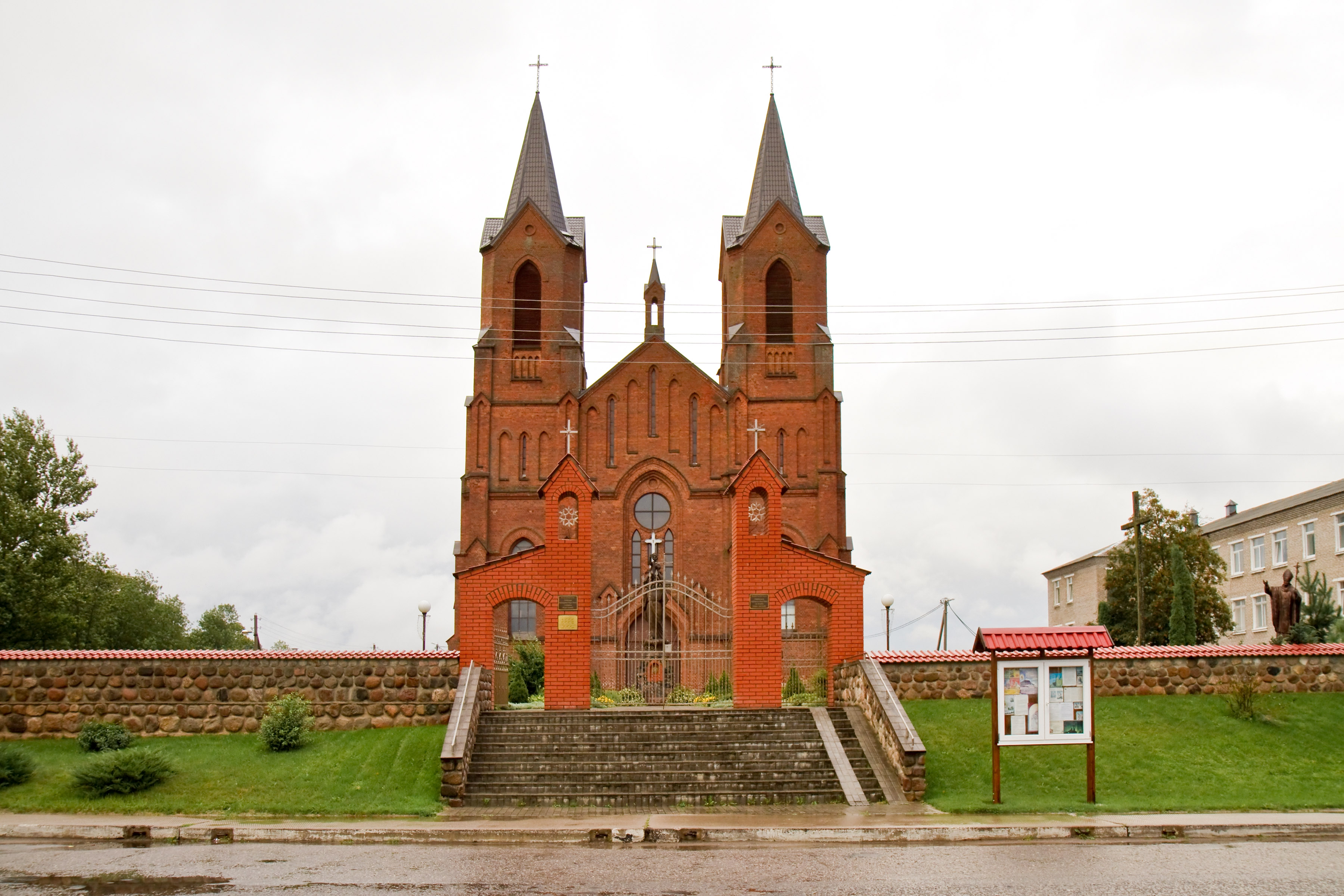
Église catholique de l'Assomption de la Bienheureuse Vierge Marie (1907)
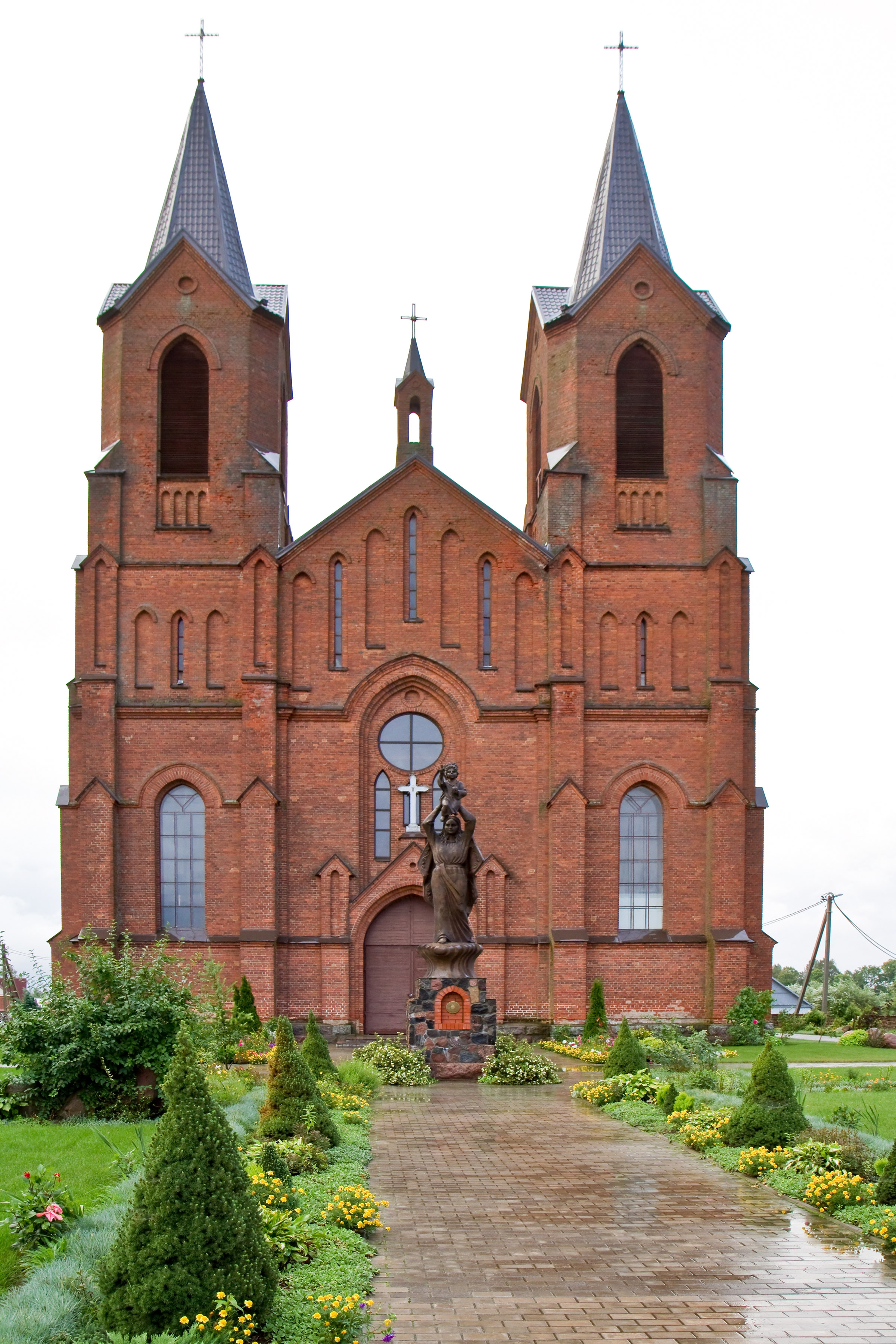
Église catholique de l'Assomption de la Bienheureuse Vierge Marie (1907)
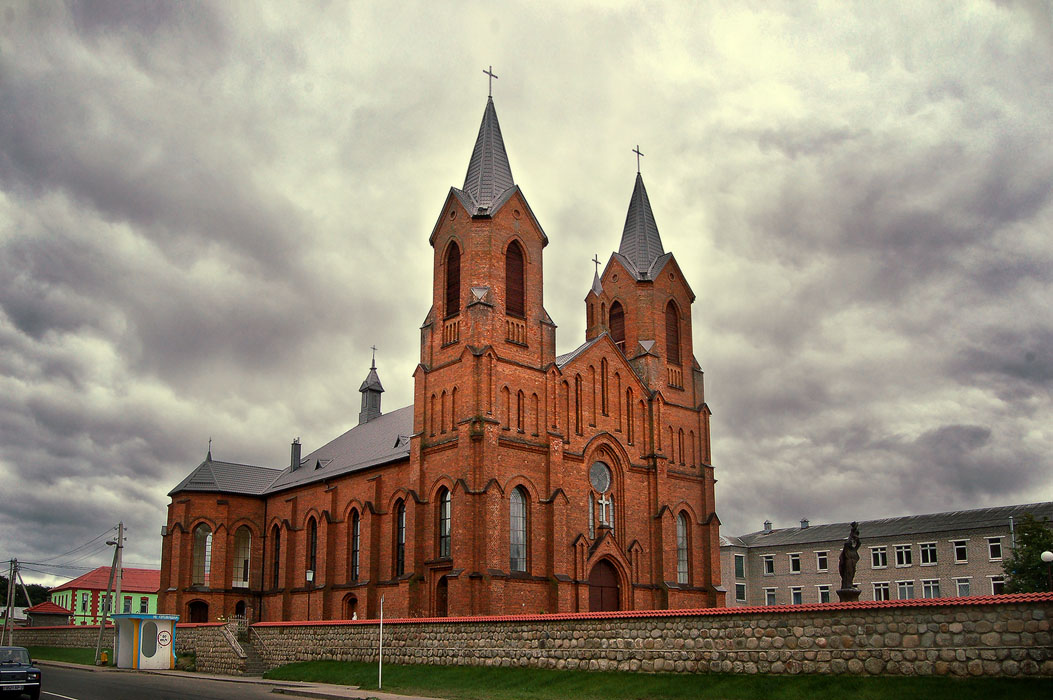
Église catholique de l'Assomption de la Bienheureuse Vierge Marie (1907)
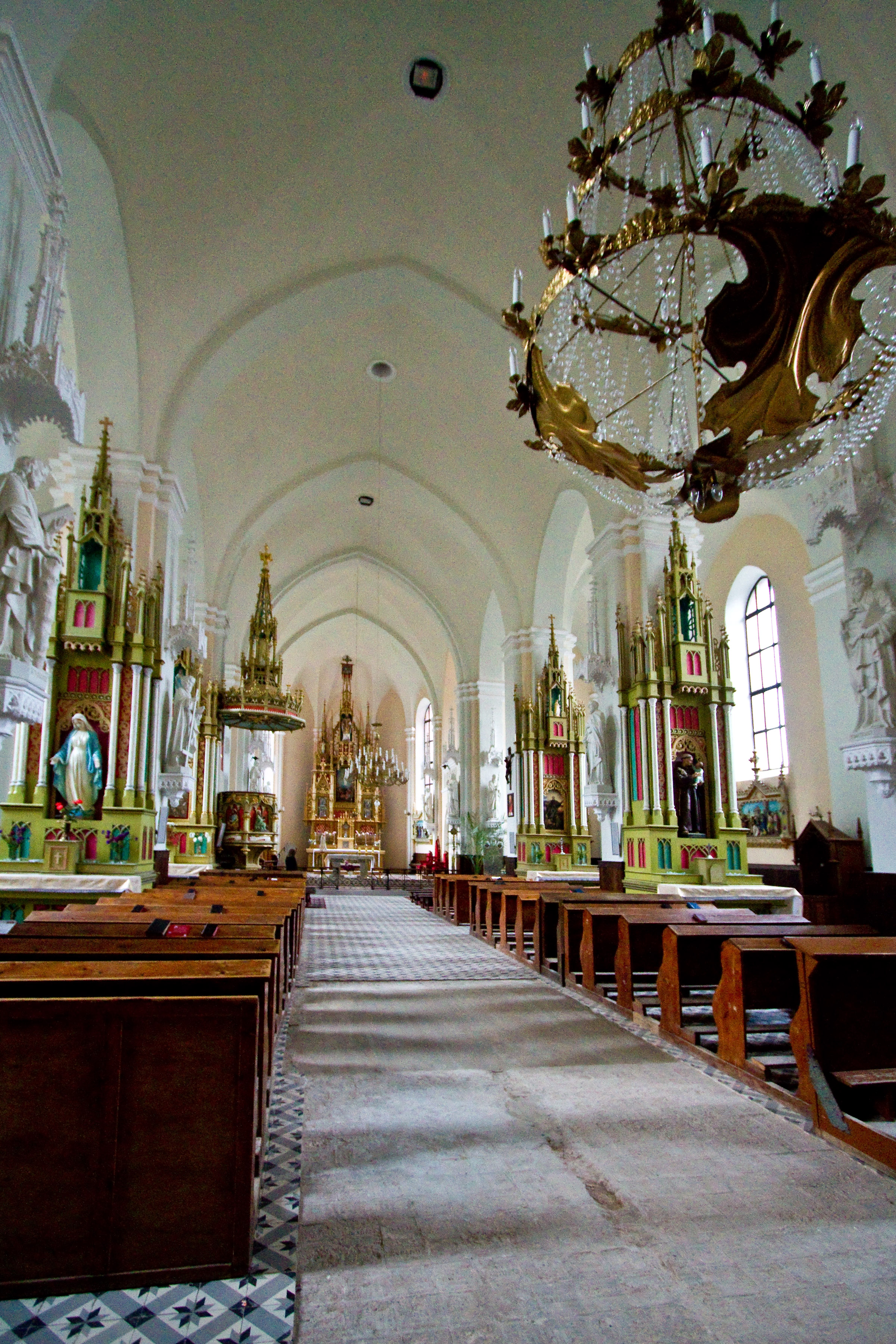
Église catholique de l'Assomption de la Bienheureuse Vierge Marie (1907), intérieur

## Culture
La ville abrite un musée historique et ethnographique, ouvert depuis 1994, à l'occasion du cinquantième anniversaire de la libération de la Biélorussie. Avec une surface d'exposition de 134 m2, le musée présente cinq expositions permanentes.

## Galerie d'images

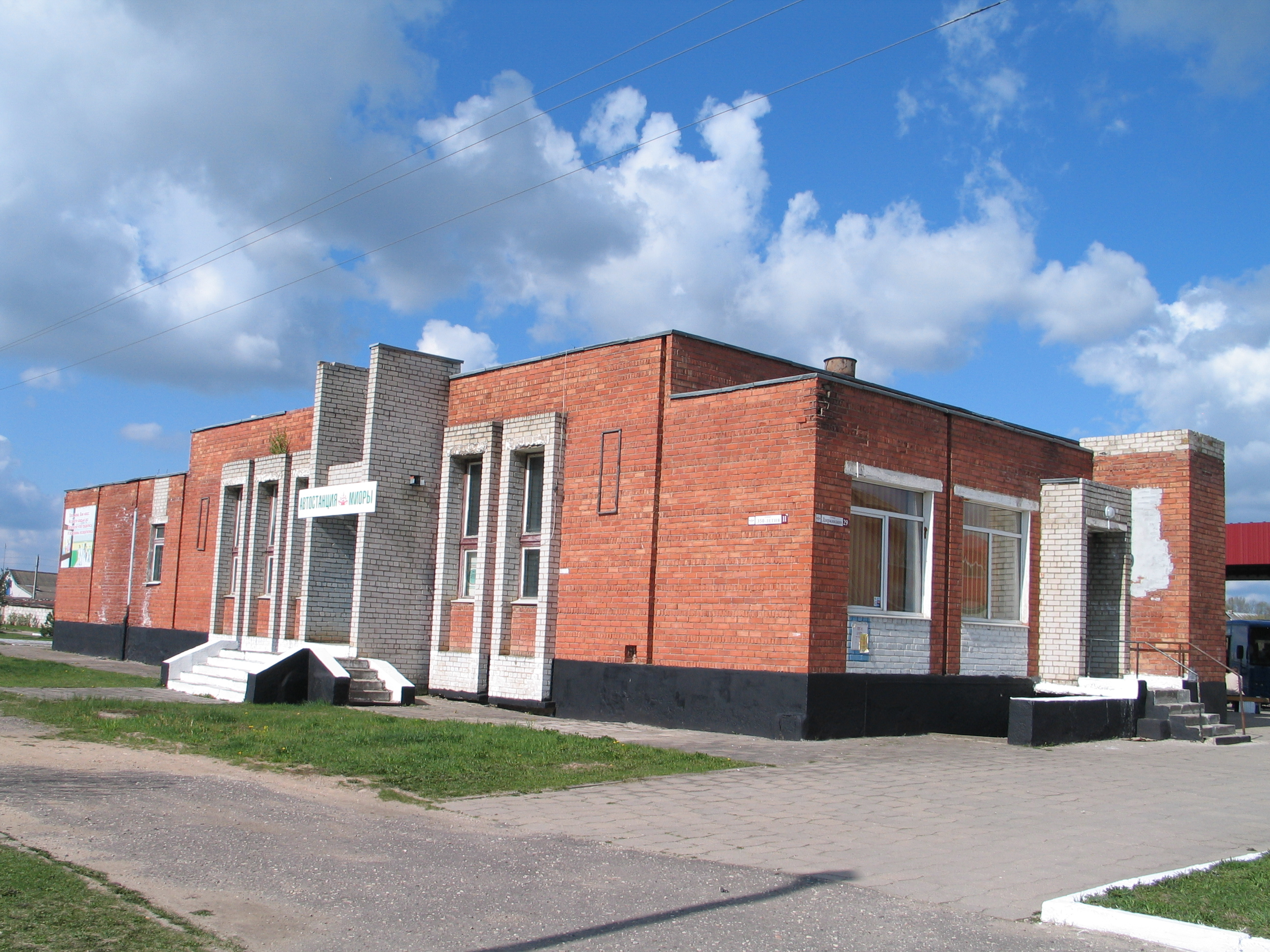
Gare des bus
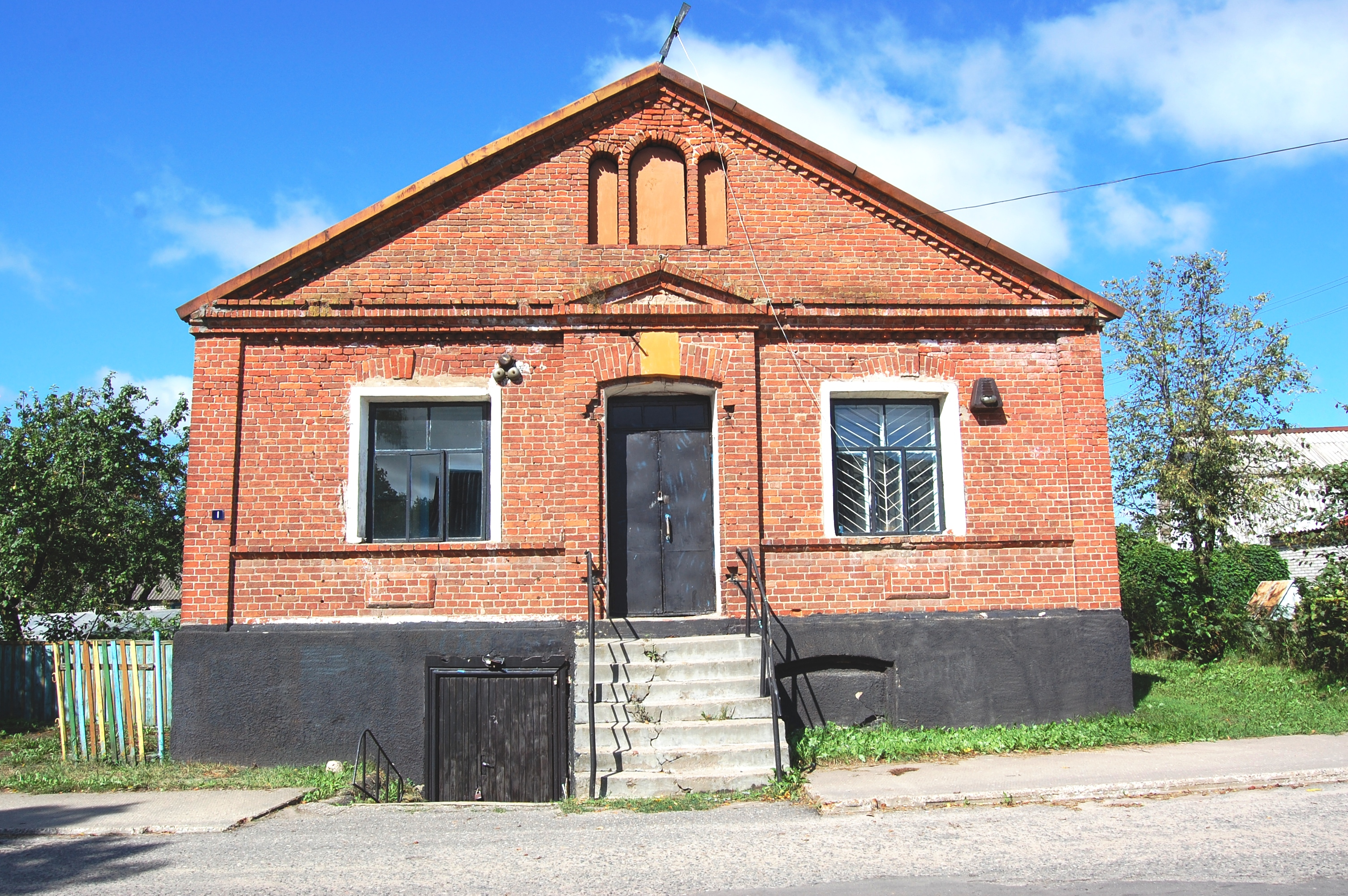
Ancienne maison juive
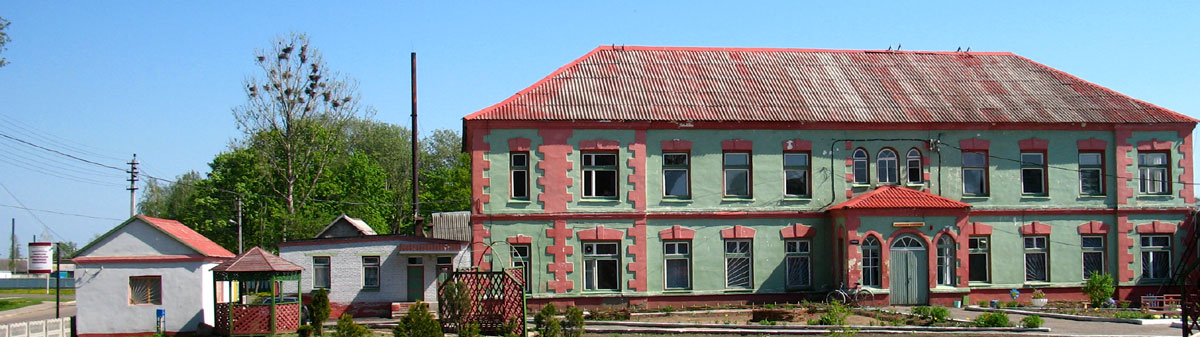
Hôpital central
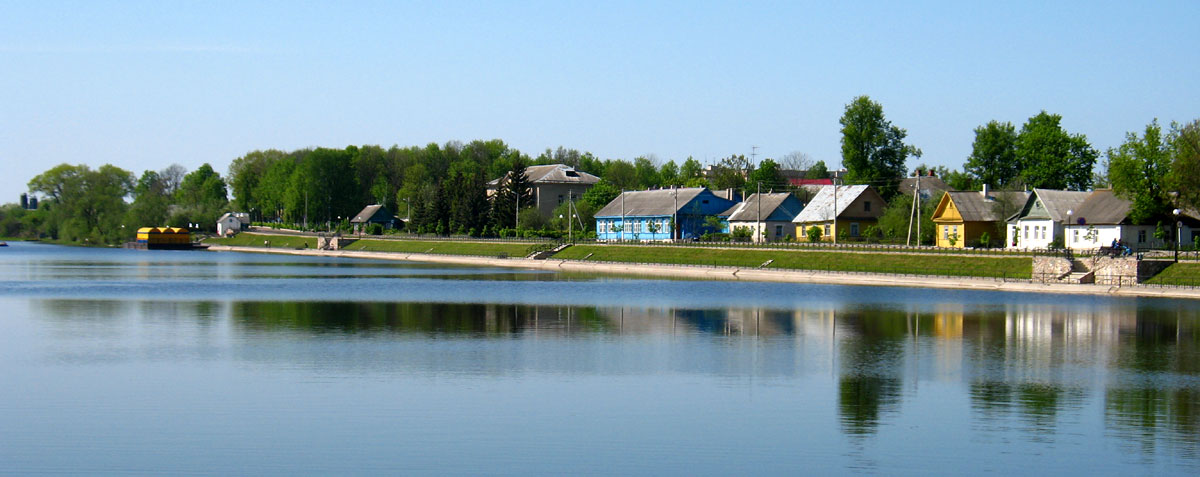
Lac de Miory
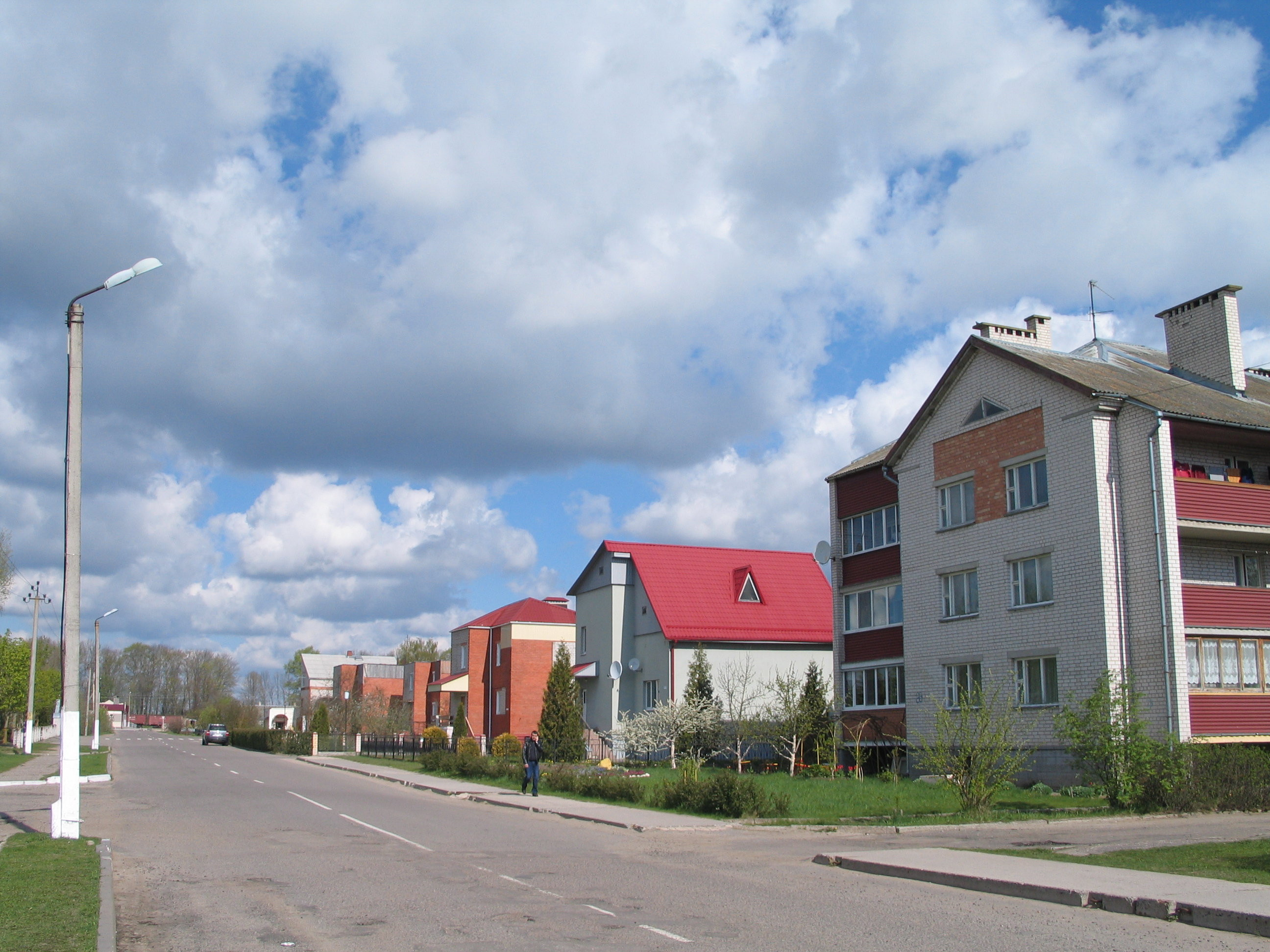
Rue Dzerjinski
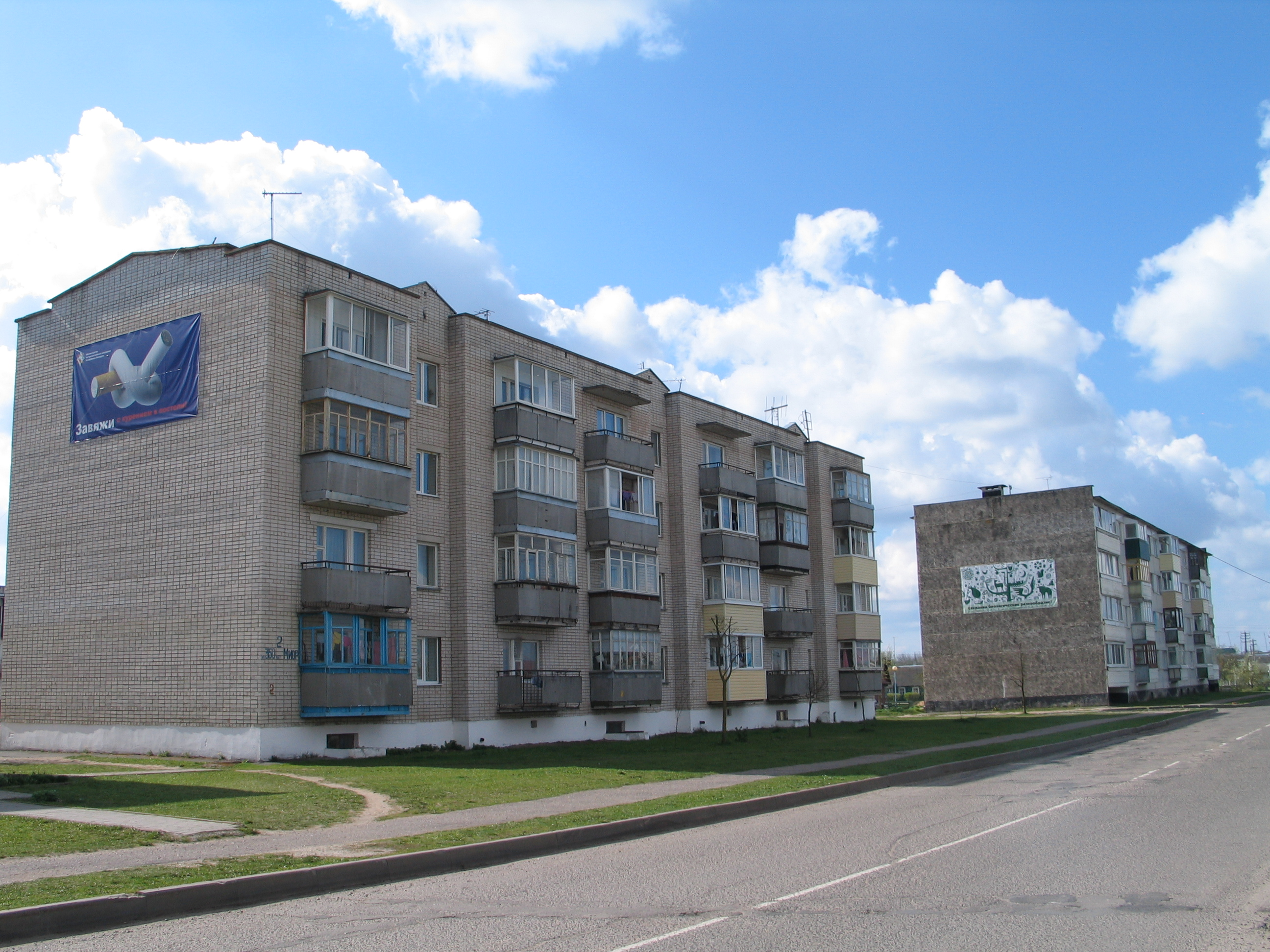
Rue des 350 ans de Miory